# Grigorij Jakovlevič Sokol'nikov
Grigorij Jakovlevič Sokol'nikov (in russo Григо́рий Я́ковлевич Соко́льников?, nato Girš Jankelevič Brilliant, Гирш Я́нкелевич Бриллиа́нт; Romny, 15 agosto 1888 – Verchneural'sk, 21 maggio 1939) è stato un politico e diplomatico sovietico.
Ebreo, era un rappresentante dei bolscevichi vicino a Lev Trockij che servì come commissario delle finanze e che fu ambasciatore sovietico nel Regno Unito; fu ucciso per ordine di Stalin durante le "Grandi purghe" degli anni trenta.

## Biografia
Grigorij Sokol'nikov nacque a Romny il 15 agosto 1888. Da adolescente si trasferì a Mosca dove nel 1905 si unì alla fazione bolscevica del Partito Operaio Socialdemocratico Russo. Arrestato varie volte, trascorse dei periodi in prigione, e studiò economia all'università la Sorbona di Parigi.
Fece ritorno in Russia nell'aprile 1917 insieme a Vladimir Lenin nel celebre "treno piombato", e al suo arrivo in Russia divenne parte della commissione editoriale dell'organo centrale del Partito Bolscevico.
Sokol'nikov fu uno dei sette membri del primo Politburo, insieme a: Lenin, Zinov'ev, Kamenev, Trockij, Stalin, e Bubnov. Dopo la Rivoluzione d'ottobre, occupò varie posizioni di governo. Membro della delegazione di Ioffe incaricata di negoziare la pace con la Germania, sostituì Trockij in qualità di presidente e firmò il trattato di Brest-Litovsk nel 1918 a nome del governo bolscevico della Russia. Successivamente, insieme a Rozalija Samojlovna Zemljačka, divenne commissario dell'8ª Armata, usando la sua posizione per ordinare fucilazioni di massa durante la guerra civile russa. Fu nominato Commissario del Popolo alla Finanza a seguito dell'introduzione della NEP, e nel maggio 1924 membro candidato del Politburo del Comitato centrale del PCUS. Secondo Boris Bajanov, come ministro delle finanze Sokol'nikov diede prova di essere un amministratore capace, portando a compimento ogni compito gli fosse stato affidato. Bajanov indica inoltre, che nonostante il passato di Sokol'nikov nell'Armata Rossa, non possedeva un carattere brutale. In privato, Sokol'nikov perse fede nell'Unione Sovietica sotto Stalin e successivamente descrisse l'economia sovietica come "capitalismo di Stato". Venne rimosso dalla sua posizione nel Sovnarkom (Consiglio dei Commissari del Popolo) ed espulso dal Politburo per aver votato a favore della rimozione di Iosif Stalin dalla carica di segretario generale del PCUS durante il 14º Congresso del Partito Bolscevico tenutosi nel dicembre 1925. Egli fu quindi nominato vice-presidente del Gosplan, e poi direttore di una società petrolifera. Fu ambasciatore sovietico in Gran Bretagna dal 1929 al 1932.
Durante il periodo delle "Grandi purghe", venne arrestato nel 1937 e portato a giudizio durante il cosiddetto "Processo dei diciassette". Condannato a dieci anni di reclusione, Sokol'nikov venne ufficialmente ucciso in prigione da altri detenuti il 21 maggio 1939. Indagini effettuate durante la destalinizzazione rivelarono che il suo omicidio era stato orchestrato dall'NKVD. Nel 1988, durante la Perestrojka, Sokol'nikov fu riabilitato pubblicamente insieme a molte altre vittime dello Stalinismo.